# IC 1579
IC 1579 је спирална галаксија у сазвјежђу Вајар која се налази на листи објеката дубоког неба у Индекс каталогу.
Деклинација објекта је - 26° 33' 52" а ректасцензија 0h 45m 32,2s. Привидна величина (магнитуда) објекта IC 1579 износи 14,2 а фотографска магнитуда 15,0. IC 1579 је још познат и под ознакама ESO 474-22, MCG -5-3-2, PGC 2667.